# Fondettes
Fondettes ist eine französische Kleinstadt mit 10.917 Einwohnern (Stand 1. Januar 2022) im Département Indre-et-Loire in der Region Centre-Val de Loire.

## Geografie
Fondettes liegt sieben Kilometer nordwestlich von Tours. Das Gemeindegebiet umfasst 3183 Hektar, die mittlere Höhe beträgt 71 Meter über dem Meeresspiegel, die Mairie steht auf einer Höhe von 91 Metern. Die Loire und die Choisille, ein Nebenfluss der Loire, fließen durch das Gemeindegebiet.
Fondettes ist einer Klimazone des Typs Cfb (nach Köppen und Geiger) zugeordnet: Warmgemäßigtes Regenklima (C), vollfeucht (f), wärmster Monat unter 22 °C, mindestens vier Monate über 10 °C (b). Es herrscht Seeklima mit gemäßigtem Sommer.

## Geschichte
Die ältesten Siedlungsspuren stammen aus gallo-römischer Zeit (52 v. Chr. bis 486 n. Chr.).

## Bevölkerungsentwicklung
| Jahr                       | 1962 | 1968 | 1975 | 1982 | 1990 | 1999 | 2011   | 2017   |
| Einwohner                  | 3182 | 3441 | 4635 | 5844 | 7325 | 8921 | 10.306 | 10.307 |
| Quellen: Cassini und INSEE |      |      |      |      |      |      |        |        |

## Partnerschaften
Fondettes unterhält seit 1975 eine Partnerschaft mit der deutschen Gemeinde Naurod (seit 1977 zu Wiesbaden gehörend) und mit der portugiesischen Stadt Constância.

## Kultur und Sehenswürdigkeiten
Fondettes ist mit einer Blumen im Conseil national des villes et villages fleuris (Nationalrat der beblümten Städte und Dörfer) vertreten. Die „Blumen“ werden im Zuge eines regionalen Wettbewerbs verliehen, wobei maximal drei Blumen erreicht werden können.

### Bauwerke
Die Burg Châtigny wurde 1487 erbaut. Im Westen des Burghofes befinden sich jedoch Reste einer gallo-römischen Villa aus dem 3. Jahrhundert, die 1890 bei Ausgrabungen entdeckt wurden. Die Burg wurde im Jahre 2006 in das Zusatzverzeichnis der Monuments historiques eingetragen.

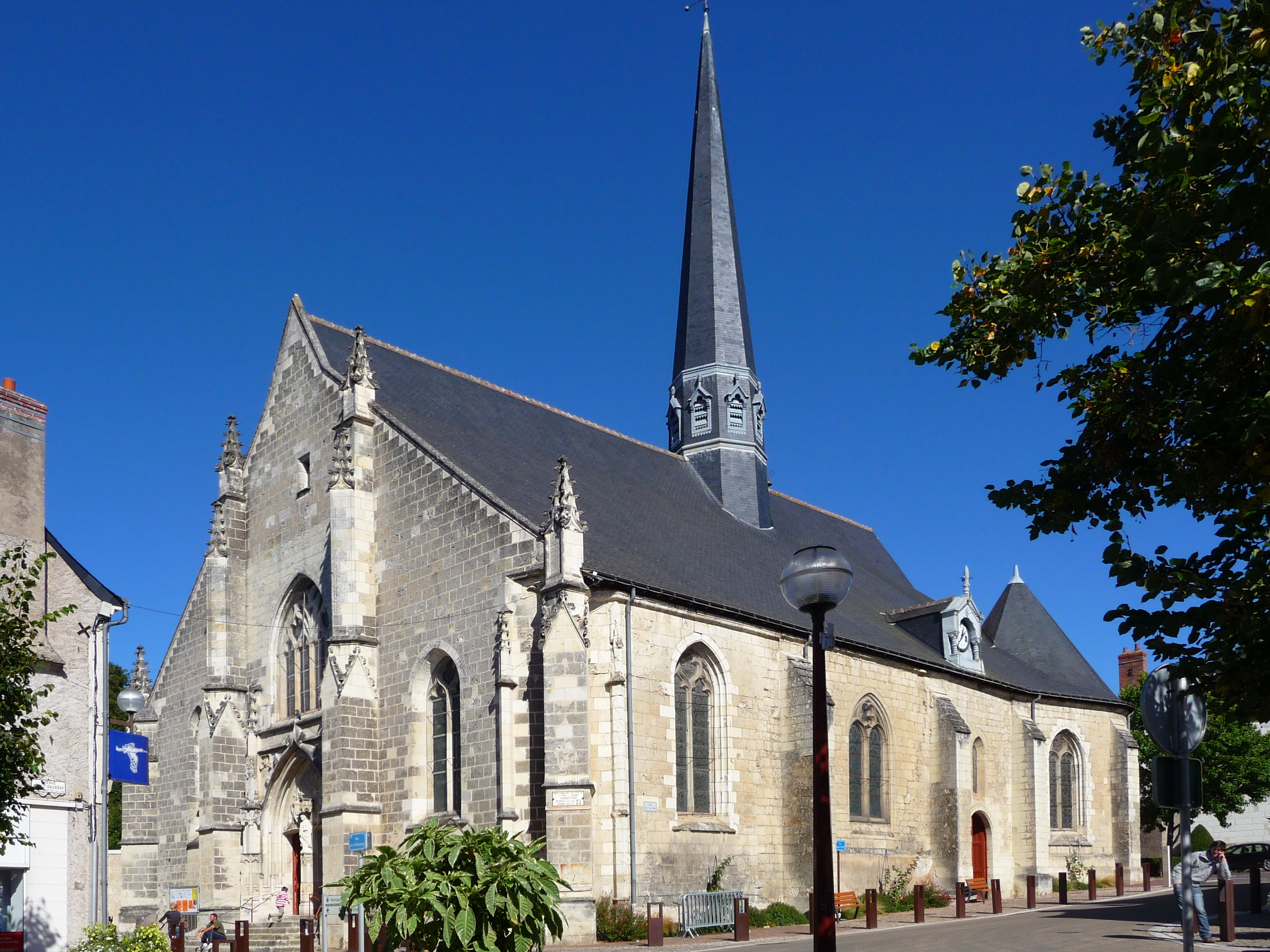
Kirche Saint-Symphorien

Die Kirche Saint-Symphorien wurde ab dem 12. Jahrhundert auf den Fundamenten einer älteren Kirche gebaut. Die Seitenschiffe wurden im 13. Jahrhundert errichtet. Das Kirchenschiff  wurde um 1500 fertiggestellt. Die Sakristei stammt aus dem 18. Jahrhundert. Um 1863 wurde die Kirche restauriert. 1995 wurde sie in das Zusatzverzeichnis der Monuments historiques eingetragen.

### Lokale Produkte
Auf dem Gemeindegebiet gelten kontrollierte Herkunftsbezeichnungen (AOC) für Sainte-Maure de Touraine, Touraine-Wein, Touraine-Schaumwein und Crémant de Loire sowie geschützte geographische Angaben (IGP) für Rindfleisch (Bœuf du Maine), Rillettes de Tours, Geflügel (Volailles du Maine) und Wein mit der Bezeichnung Val de Loire.

## Persönlichkeiten
- Christian Viénot (1925–2016), Jazzposaunist